# غازي شائف الأغبري
	غازي شائف الأغبري سياسي يمني ولد في محافظة تعز حيفان 1956م

## المؤهلات العلمية
1. ليسانس حقوق: كلية الحقوق جامعة القاهرة يونيو 1982م.
2. دبلوم الدراسات العليا في الشريعة الإسلامية: كلية الحقوق جامعة القاهرة مايو 1985م.
3. دبلوم الدراسات العليا في القانون الخاص: كلية الحقوق جامعة القاهرة مايو 1986م.
4. دكتوراه في القانون التجاري: كلية الحقوق جامعة القاهرة مارس 1994م.

## المناصب التي تقلدها
- وزير العدل في 11 فبراير 2006.
- أستاذ مساعد بقسم القانون التجاري والبحري - جامعة صنعاء.
- عضو الدائرة التجارية بالمحكمة العليا من سبتمبر 2001م وحتى 2006م.
- محامي ومستشار قانوني سابق في القضايا والشئون التجارية والتحكيم التجاري من 1994م حتى 1998م.
- رئيس الاستئناف التجاري بأمانة العاصمة صنعاء من أكتوبر 98م حتى سبتمبر 2001م.

## بيانات إضافية
1. محاضر في القانون التجاري والقانون البحري وقانون التحكيم في كل من:المعهد العالي للقضاء و كلية الشرطة.
2. محكم معتمد في الاتحاد العربي للتحكيم الدولي.
3. محكم معتمد بمركز القاهرة الإقليمي للتحكيم التجاري الدولي